# Anaulacodesmus marmoratus
Anaulacodesmus marmoratus är en mångfotingart som beskrevs av Filippo Silvestri 1903. Anaulacodesmus marmoratus ingår i släktet Anaulacodesmus och familjen orangeridubbelfotingar. Inga underarter finns listade i Catalogue of Life.